# Trust (elektronicabedrijf)
Trust is een Nederlandse elektronica-onderneming, die hardware-accessoires maakt. Trust is in 1983 als Aashima Technology B.V. opgericht. In 1989 werd het bedrijf overgenomen door Michel Perridon, zoon van de vorige eigenaar. In 2003 werd de naam veranderd naar Trust. Het hoofdkantoor staat in Dordrecht, daarnaast heeft Trust vestigingen in Duitsland, Spanje, Italië en China. Het bedrijf is wereldwijd actief met vier merken: Trust, Trust Gaming, Trust Urban en KlikAanKlikUit (Trust Smarthome in het buitenland). Het is in 2018 overgenomen door investeringsbedrijf Egeria. De overnamesom is door beide partijen niet bekendgemaakt. 
Naast zijn bedrijfsactiviteiten was Trust actief als sponsor van Trust Team Arden in de autosport.